# 小行星35396
小行星35396（天文學臨時編號1997 XF11）是一顆公里大小的小行星，被歸類為近地天體、火星軌道穿越小行星和阿波羅型小行星的潛在威脅天體。

## 性質
亞利桑那大學太空監視的詹姆斯·V·斯科蒂（James V. Scotti）於1997年12月6日發現這顆小行星。三個月後，預計該小行星將於2028年10月28日異常接近地球，距離929,000公里。在接近地球期間，小行星的峰值應約為視星等8.2等，並且在雙筒望遠鏡中可見。
小行星35396直徑介於0.7至1.4公里之間。這顆小行星也經常靠近大型小行星智神星。